# Chiesa di San Nicola di Bari (Pellezzano)
La chiesa di S. Nicola di Bari è una chiesa di Pellezzano.

## Storia
La chiesa di S. Nicola di Bari in Coperchia risale probabilmente al secolo XII.

La prima notizia è del 1235 ed è data da un atto di concessione di terre "extra salernum in loco copercle propre ecclesiam sancti Nicolai", fatta nel 1235 dal monastero di Cava de' Tirreni a Matteo Gualtiero.

Ricordata nel 1309, è tenuta in beneficio da Giovanni Stoldais di Salerno nel 1338 ed è detta "Iuris Patrona-tus", diritto che poi un secolo e mezzo più tardi, nel 1487, viene tutelato dall'Arcivescovo Ottaviano Bentivoglio per la famiglia De Porta nella nomina del rettore curato (parroco) di S. Nicola di Coperchia. Nel 1600 ancora di patronato. Il parroco è nominato su presentazione del titolare della chiesa di S.Marco De Porta da Salerno.

S. Nicola di Coperchia è ricordato tra le parrocchie della Forìa di Salerno.

Nel libro "Il mio amico Vescovo" e nel libro "Sanctus Nicolaus e la chiesa di Coperchia" sono riportate notizie sulla chiesa di S. Nicola.

## Interno
La chiesa si presenta ad una navata tagliata da un transetto che ci convince di un iniziale progetto a croce latina. Inoltrandosi nella navata appare subito un tempio di vasto respiro e, lungo di essa, si trovano tre cappelline a destra in simmetria con altrettante tre a sinistra.
Nella 1ª cappellina sul lato destro troviamo la statua di S. Giuseppe col Bambino; nella 2ª la statua di S. Michele Arcangelo; nella 3ª ci accoglie il Cristo Crocifisso, artisticamente lavorato, che ci induce al raccoglimento e alla riverenza.
Sul lato sinistro, nella 1ª cappellina troviamo la statua di Santa Lucia; nella 2ª la statua di San Rocco e nella 3ª una bellissima statua della Vergine Immacolata.
Nelle cappelle di Santa Lucia e di San Michele Arcangelo troviamo una data significativa "Anno 1881" e inoltre troviamo scritto rispettivamente: "Al suo angelo custode il devoto popolo questo altare dedicava l'anno 1881" (perché un tempo vi era la statua dell'Angelo Custode) e "A devozione di Matteo Galdi da Torre Annunziata 1881".
Alla parte destra del transetto si nota un altare con sopra una meravigliosa tavola della Vergine del Rosario in tutto il suo splendore; inoltre troviamo la nicchia con la statua dell'Addolorata e la tela di San Matteo Apostolo ed Evangelista.

A sinistra, invece, un altare con la statua del Sacro Cuore di Gesù, la nicchia con la statua della Madonna del Rosario e la tela di Santa Caterina d'Alessandria.
La volta della navata è costellata da tre dipinti ed in essi sono effigiati S. Nicola, l'Immacolata Concezione e S. Michele Arcangelo.

La cupola che si erge sopra 4 pilastri all'incrocio del transetto con la navata reca alla base le quattro tradizionali immagini degli Evangelisti, opera di Giuseppe Avallone, pittore Salernitano.
L'abside, prima del restauro secondo i canoni del Concilio Ecumenico Vaticano II, era separato dal transetto da due balaustre baroccheggianti con vivi colori e tinte forti. Tre gradini portavano all'altare la cui mensa era leggermente staccata dalla parete quel tanto sufficiente per coprirla di fiori. Al di sopra di essa troneggia la statua di S. Nicola benedicente.
Là dove sorge la cantoria alcune lapidi ricordano ricostruzioni e restauri che ci riportano indietro nel tempo quando i terremoti distruggevano la chiesa e puntualmente la pietà dei fedeli era sempre viva e pronta a condurre azioni corali per la rinascita del tempio.

## I restauri
Il restauro del tempio si è svolto in vari momenti a partire dal 1960. L'ultimo restauro avviato dal parroco don Gerardo Pierro fu completato nel 1980 e l'inaugurazione sarebbe dovuta avvenire il 6 dicembre di quell'anno, festa di S. Nicola. Ma il terremoto del 23 novembre 1980 rovinò ancor di più il tempio.
Il restauro definitivo si è avuto negli anni '90, parroco don Biagio Napoletano, con l'inaugurazione avvenuta il 28 marzo 1993, dell'arcivescovo di Salerno Mons. Gerardo Pierro, già parroco della comunità di Coperchia per oltre un ventennio, nominato vescovo di Tursi-Lagonegro il 26 giugno del 1981. Con l'ultima ristrutturazione si è creata la Cappellina della Manna di S. Nicola, nel vano a destra dell'ingresso, là dove era collocato nel passato l'antico battistero. Accanto alla Cappella dell'Immacolata è stato realizzato anche lo stemma episcopale di S.E. Mons. Pierro.

## Il campanile
Esternamente alla Chiesa vi è il campanile, opera maestosa del XVI secolo, restaurato nell'anno 1972. Delle tre campane presenti sul campanile una è molto antica, risalente al 1385 secondo quanto indicato dalla lapide posta sopra la porta che conduce al campanile. Non è possibile scoprire tale data sulle campane perché esse sono state in seguito tutte rifuse. Ci affidiamo pertanto alle indicazioni forniteci dalla lapide, lì collocata nell'anno del Signore 1808.

La campana centrale, la più grande, reca la seguente iscrizione: "Salvator Mundi Deus Miserere Nobis Et Salva Nos Coriste Sanctissima Virgo Praeces Nostras Suscipe Et Ora Pro Nobis. Sancta Pater Nicolae - Fideles Coperchiae - Me Restauravere A.D. 1917".
Reca inoltre impresse le immagini della Madonna, di S. Nicola e del SS. Sacramento.
La campana destra è datata anch'essa A.D. 1917 e porta impresse le immagini di S. Giuseppe, della Madonna e di S. Michele.

La campana sinistra reca la data del 1894. Tale campana è lesionata e ha bisogno di una rifusione. La rottura risale circa al 1920. Pesa q.li 3,10 e attualmente reca la seguente iscrizione: "Altitona Laetos Indico Voce Dies Murmure Quasi Tetro Inesorabile Fatum - Napoli, 1894- Carmine De Luca e figli - A sue spese ne curò la fusione il Comm. Emilio Napoli" con l'ultimo rigo aggiunto dopo la rifusione. Reca inoltre impresse le immagini di S. Nicola, S. Michele, S. Giuseppe e della Madonna del Rosario.

Nel 1990 sono state aggiunte altre due campane benedette dal Card. Corrado Ursi il 1º giugno dello stesso anno.
Al di sotto del campanile, in un vano in passato adibito a deposito proprio di fronte alla piazza del paese, è collocato un Crocifisso opera della rinomata ditta Stuflesser di Ortisei.
Ora la parrocchia è impegnata nel restauro dell'organo.